# Dangcagan
Dangcagan (Bayan ng Dangcagan) är en kommun i Filippinerna. Kommunen ligger på ön Mindanao, och tillhör provinsen Bukidnon. Folkmängden uppgår till 18 857 invånare.
Dangcagan är indelat i 14 barangayer.

## Bildgalleri

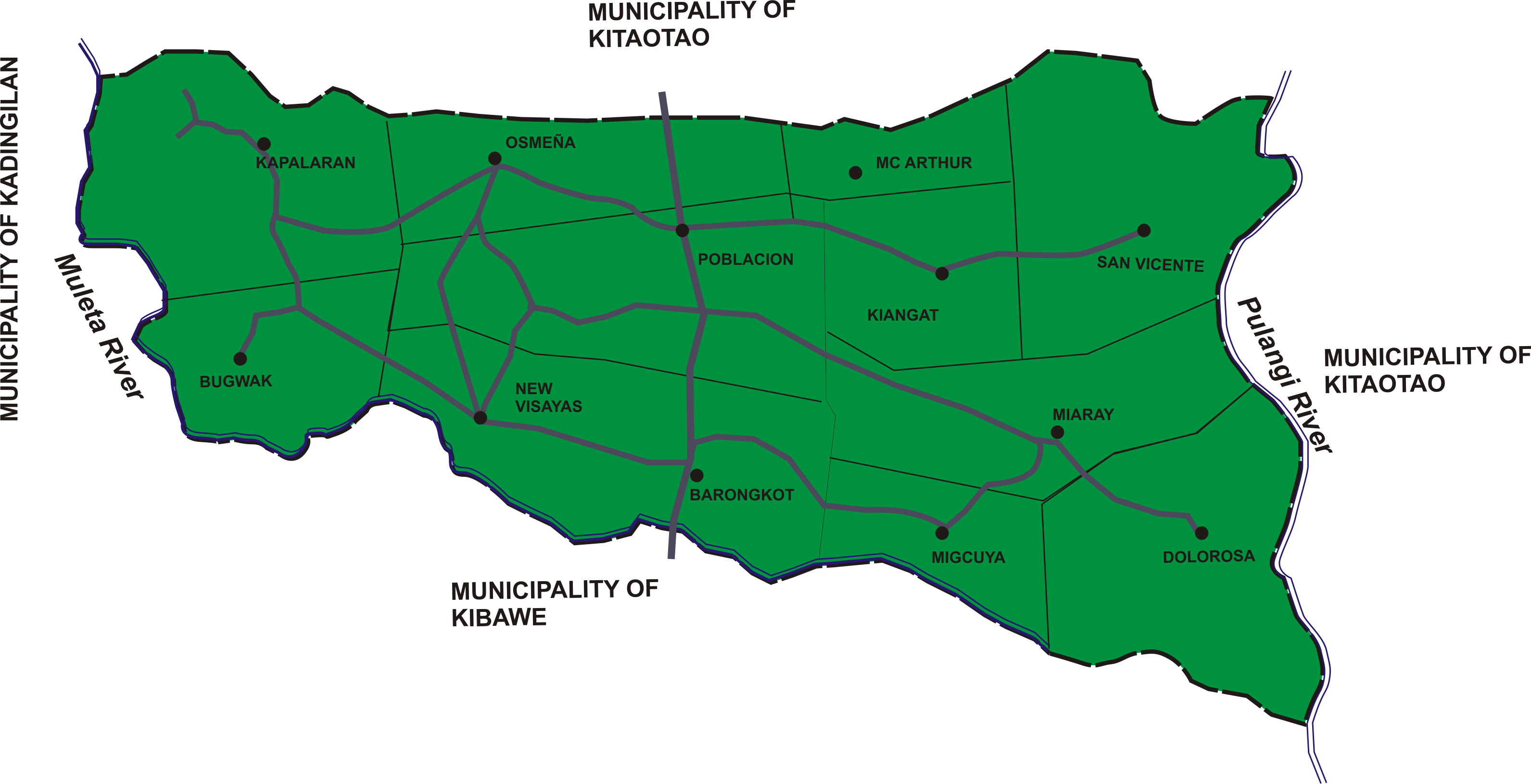